# Belinda Mulrooney
Belinda Mulrooney (* 16. Mai 1872 in Irland; † 3. September 1967 in Seattle) war eine US-amerikanische Unternehmerin. Während des Klondike-Goldrausches war sie die reichste Frau des Klondike.

## Leben
Belinda Mulrooney kam in Irland zur Welt. Ihr Vater war John Mulrooney (1851–1929), ihre Mutter Mary Conner Mulrooney (1850–1940). Als sie 13 war, kam sie entweder mit ihren Eltern nach Pennsylvania, wo ihr Vater in Kohleminen arbeitete, oder sie wurde zu Verwandten dorthin geschickt. Zuerst arbeitete Belinda als Kindermädchen. An der World’s Columbian Exposition in Chicago eröffnete sie 1893 mit ihrem Ersparten ein kleines Restaurant und baute mit dem Gewinn in San Francisco ein Haus. Kaum fertiggestellt, brannte es ab und Belinda nahm einen Job als Stewardess bei der Pacific Coast Steamship Company an, die die Westküste Nordamerikas und Alaskas befuhr. Durch den Verkauf von Dingen des alltäglichen Bedarfs an die Passagiere verdiente sie sich etwas dazu.
Anschließend reiste sie nach Juneau in Alaska, wo sie einen Laden übernahm. 1896 erreicht die Nachricht von Goldfunden im Klondike River Juneau: Der Klondike-Goldrausch begann und auch Belinda Mulrooney war unter den zahlreichen Glückssuchern. In Booten fuhren sie 800 Kilometer weit den Yukon hinunter und erreichten am 15. Juni 1897 das Zeltlager Dawson City am Klondike. Belinda soll ihre letzte Münze ins Wasser geworfen und gesagt haben: „Wir fangen ganz neu an“.

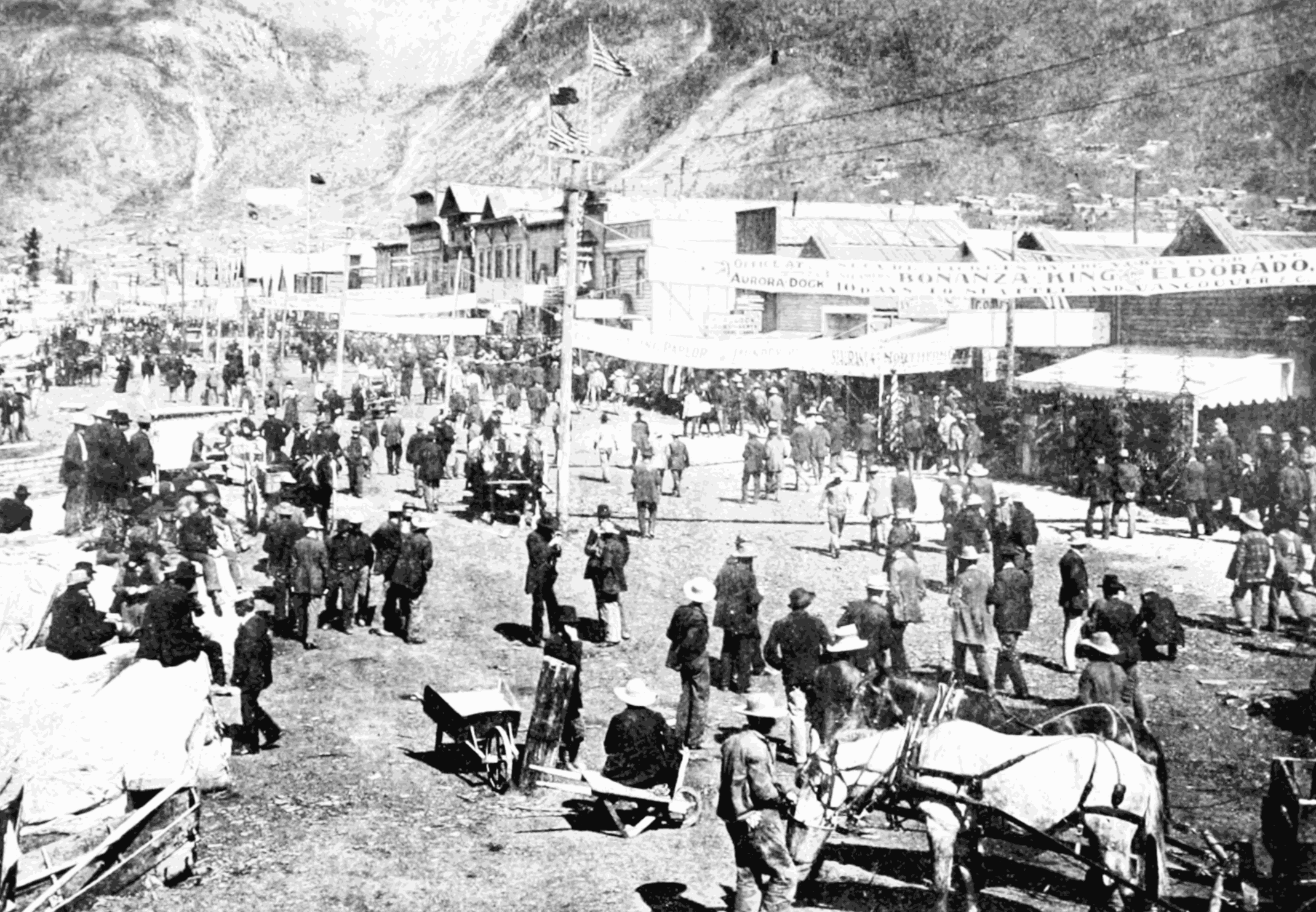
Straßenszene in Dawson, Juli 1899

Das Startkapital für ihren Neubeginn waren Seidendessous, Baumwollkleider und Wärmeflaschen, die sie mit ihrem Ersparten in Juneau erworben hatte, über den Chilkoot Pass transportierte und in Dawson zum sechsfachen Preis verkaufen konnte. Den Gewinn investierte sie in Liegenschaften.

Hotel Grand Forks um 1898

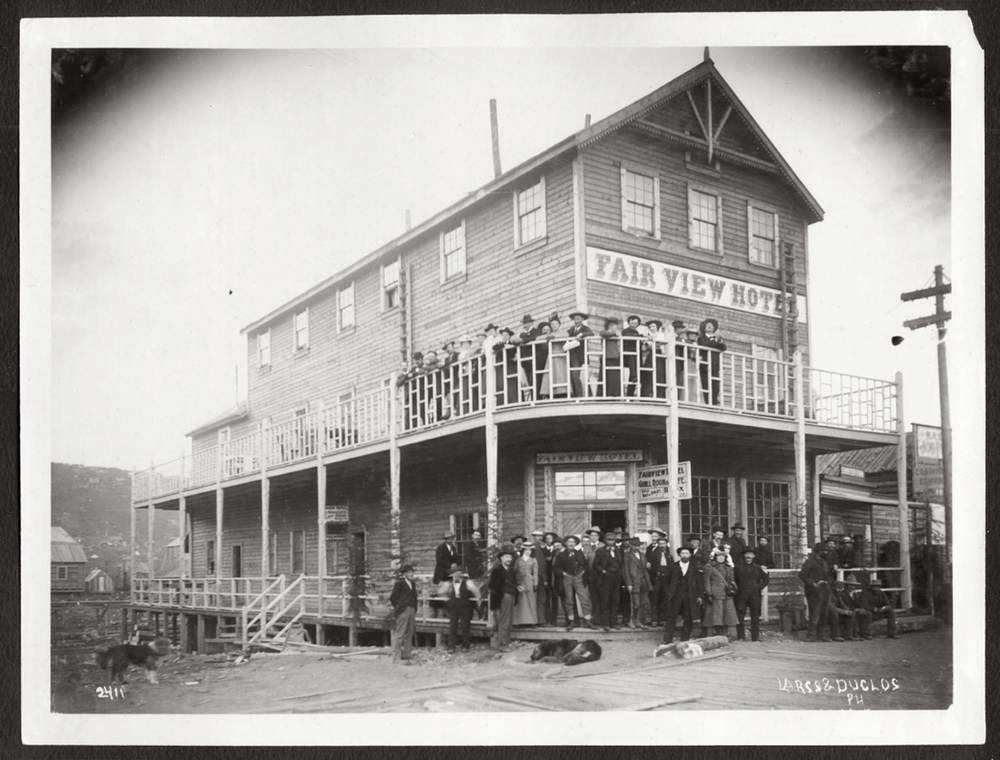
Fairview Hotel um 1899

Zuerst eröffnete sie eine Garküche, dann baute sie 1897 außerhalb von Dawson bei den Goldfeldern das Grand Forks Hotel, das sie 1899 für 24.000 Dollar verkaufte. 1911 wurde es abgebrochen. In Dawson ließ sie das Fairview Hotel bauen, das am 27. Juli 1898 eröffnet wurde. Es war drei Stockwerke hoch, mit einem Tresen aus Mahagoni, Tanzorchester und elegantem Speisesaal mit kristallenen Leuchtern.
Mulrooney investierte in Goldminen, besaß eigene Claims und stellte Männer an, um Blockhütten zu bauen, die sich gut verkauften. Sie verkaufte Lebensmittel und Holz von ihrer eigenen Sägemühle, alles auf Kredit, gegen Anteile an den Claims. Sie beschäftigte Dutzende Arbeiter, handelte mit gebrauchten Booten und Flößen und investierte als erste in eine Grubenbahn und Dampfdüsen, um die Erde aufzutauen.
Einmal tat sie sich mit dem „König von Klondike“ zusammen, dem Prospektor Alex McDonald, um die Ladung eines gesunkenen Schiffes zu bergen. McDonald  war zuerst dort, räumte alles Wertvolle ab und hinterließ für sie nur Gummistiefel und Whisky. Im folgenden Frühjahr, als McDonald für seine Männer Stiefel brauchte, ließ ihn Mulrooney 100 Dollar für ein Paar bezahlen. Im Alter von 27 Jahren war Belinda Mulrooney die mächtigste Frau Dawsons und eine der erfolgreichsten Unternehmer der Stadt.
Am 1. Oktober 1900 heiratete Mulrooney Charles Eugene Carbonneau, der sich als französischer Graf ausgab, in Wahrheit ein Champagnerverkäufer und Friseur aus Quebec war. Vorher noch reiste sie an die Orte ihrer Kindheit in Pennsylvania und Irland, wo sie als Verkörperung des Traumes jedes Auswanderers galt. Ihren Eltern kaufte sie ein neues Haus, bezahlte Schulgeld für die Kinder in ihrer Verwandtschaft, unternahm eine große Reise durch Irland, ließ das Haus ihrer Großeltern instand setzen und schickte die Großeltern auf eine luxuriöse Reise nach Dublin und London.
Solange das Geld reichte, lebte das Paar abwechselnd in Dawson und Paris. Mulrooney investierte in dubiose Geschäftsideen ihres Gatten. Die Ehe geriet in eine Krise, als Carbonneau zwei Ozeandampfer kaufte. 1903 oder 1904 trennte sich das Paar. Der Gatte soll mit ihrem Schmuck und ihren Pelzen nach Frankreich durchgebrannt sein und was noch übrig war, wurde gepfändet, weil es von Gesetzes wegen dem Ehemann gehörte. Im Dezember 1906 erfolgte die Scheidung.

Belinda Mulrooney (Mitte) betrachtet vor der von ihr gegründeten Dome-City-Bank ein 88-Unzen-Nugget. Ca. 1905, zusammen mit ihrer Schwester Margaret Mulrooney, Miller Thosteseu und Jack Tobin

Mulrooney heiratete nie mehr, aber sie begann noch einmal von vorn. Zusammen mit ihrer jüngeren Schwester Margret gründete sie die Dome City Bank in Fairbanks und kam erneut zu einem Vermögen. Auf einer Apfelfarm in Yakima bei Washington setzte sie sich 1909 zur Ruhe. An der South 48th Avenue in Yakima kaufte sie 1909 ein 22 Acres großes Grundstück, auf dem sie ein großes Steinhaus baute, das Carbonneau Castle. Es ist im National Register of Historic Places aufgeführt.
Belinda Mulrooney lebte dort bis in die Mitte der 1920er-Jahre und unterstützte ihre Familie. Dann zog sie nach Seattle, wo sie gelegentlich Interviews über ihre Zeit am Klondike gab. In der Wirtschaftskrise nach dem Ersten Weltkrieg musste sie ihr Land verkaufen und arbeitete als Näherin. Noch als Siebzigjährige arbeitete sie in einer Schiffswerft. Belinda Mulrooney starb 1967 in Seattle im Alter von 95 Jahren, vergessen von der Welt.

## Film
In der amerikanischen Miniserie Klondike aus dem Jahr 2014 spielt Belinda Mulrooney eine Hauptrolle. Sie wird von Abbie Cornish dargestellt.